# Grand Prix Gaetano Turilli
Le Grand Prix Gaetano Turilli, en italien Gran Premio Gaetano Turilli, est une course hippique de trot attelé se déroulant à la fin du mois de juin sur l'hippodrome de Capannelle, à Rome.
C'est une course internationale de Groupe I réservée aux chevaux de 4 à 10 ans.
Elle s'est couru sur la distance de 2 100 mètres (1 640 mètres en 2014), départ à l'autostart. L'allocation 2024 est de 154 000 € dont 64 400 € au vainqueur. La course se déroulait avant 2014 et en 2019 sur l'hippodrome d'Agnano à Turin.

## Palmarès depuis 1988
| Année | Vainqueur            | Pays                 | Père                 | Driver                   | Entraîneur            | Temps                |
| ----- | -------------------- | -------------------- | -------------------- | ------------------------ | --------------------- | -------------------- |
| 2024  | Always Ek            | Italie               | Filipp Roc           | Magnus Djuse             | Alessandro Gocciadoro | 1'11"6               |
| 2023  | Vivid Wise As        | Italie               | Yankee Glide         | Matthieu Abrivard        | Alessandro Gocciadoro | 1'10"4               |
| 2022  | Bleff Dipa           | Italie               | Mister J. P.         | VP Dell’Annunziata       | Holger Ehlert         | 1'12"7               |
| 2021  | Amon You SM          | Italie               | Love You             | VP Dell'Annunziata       | Alessio Di Basco      | 1'13"                |
| 2020  | Vivid Wise As        | Italie               | Yankee Glide         | Alessandro Gocciadoro    | Alessandro Gocciadoro | 1'13"9               |
| 2019  | Vivid Wise As        | Italie               | Yankee Glide         | Alessandro Gocciadoro    | Alessandro Gocciadoro | 1'11"3               |
| 2018  | Sonia                | Italie               | Donato Hanover       | Renè Legati              | Alessandro Gocciadoro | 1'12"                |
| 2017  | Timone Ek            | Italie               | Mr. Vic              | Enrico Bellei            | Philippe Billard      | 1'12"4               |
| 2016  | Tesoro Degli Dei     | Italie               | Igor Font            | V.-P. Dell'Annunziata Jr | Erik Bondo            | 1'12"1               |
| 2015  | Nephenta Lux         | Italie               | Pine Chip            | Alessandro Gocciadoro    | Alessandro Gocciadoro | 1'12"1               |
| 2014  | Prussia              | Italie               | Ken Warkentin        | Roberto Andreghetti      | Harri Rantanen        | 1'09"9               |
| 2013  | Mack Grace SM        | Italie               | CC's Chuckie T       | Roberto Andreghetti      | Lucio Colletti        | 1'14"                |
| 2012  | Napoleon Bar         | Italie               | Varenne              | Enrico Bellei            | Fabrice Souloy        | 1'12"9               |
| 2011  | Joke Face            | Suède                | Viking Kronos        | Lutfi Kolgjini           | Lutfi Kolgjini        | 1'13"2               |
| 2010  | Italiano             | Italie               | Giant Cat            | Enrico Bellei            | Enrico Bellei         | 1'12"9               |
| 2009  | Russel November      | Allemagne            | General November     | Hugo Langeweg, Jr.       | Hugo Langeweg, Jr.    | 1'12"6               |
| 2008  | épreuve non disputée | épreuve non disputée | épreuve non disputée | épreuve non disputée     | épreuve non disputée  | épreuve non disputée |
| 2007  | Opal Viking          | Suède                | Turnpike Taylor      | Jorma Kontio             | Nils Enqvist          | 1'12"5               |
| 2006  | Passionate Kemp      | Finlande             | Lindy Lane           | Jorma Kontio             | Markku Nieminen       | 1'14"                |
| 2005  | Pegasus Boko         | Suède                | Barbeque             | Roberto Andreghetti      | Fabrice Souloy        | 1'14"1               |
| 2004  | Infant du Bossis     | France               | And Arifant          | Örjan Kihlström          | Stefan Melander       | 1'13"                |
| 2003  | Sugarcane Volo       | États-Unis           | Sugarcane Hanover    | Hans Peter Tholfsen      | Hans Petter Tholfsen  | 1'13"3               |
| 2002  | Abano As             | Allemagne            | Dylan Lobell         | Pietro Gubellini         | Gerhard Holtermann    | 1'14"                |
| 2001  | Victory Tilly        | Suède                | Quick Pay            | Stig Henry Johansson     | Stig Henry Johansson  | 1'12"9               |
| 2000  | Varenne              | Italie               | Waikiki Beach        | Gianpaolo Minucci        | Jori Turja            | 1'15"3               |
| 1999  | Moni Maker           | États-Unis           | Speedy Crown         | Johnny Takter            | Jimmy Takter          | 1'14"4               |
| 1998  | Moni Maker           | États-Unis           | Speedy Crown         | Johnny Takter            | Jimmy Takter          | 1'15"                |
| 1997  | Huxtable Hornline    | Suède                | Sherwood             | Anders Lindqvist         | Anders Lindqvist      | 1'14"                |
| 1996  | Crowning Classic     | États-Unis           | Crowning Point       | Mauro Baroncini          | Mauro Baroncini       | 1'13"9               |
| 1995  | SJ's Photo           | États-Unis           | Photo Maker          | David M. Wade            | David M. Wade         | 1'14"7               |
| 1994  | Omsk                 | Italie               | Micado C             | Carlo Bottoni            | Giuseppe di Caterino  | 1'16"7               |
| 1993  | Meadow Prophet       |                      | Speedy Somolli       | Lars Gustafsson          | Lars Gustafsson       | 1'16"1               |
| 1992  | Kit Lobell           |                      | Speedy Crown         | Håkan Wallner            | Håkan Wallner         | 1'16"1               |
| 1991  | Fiddler Hanover      |                      | Florida Pro          | Gabriele Marani          | Gabriele Marani       | 1'16"1               |
| 1990  | Delphi's Lobell      |                      | Speedy Crown         | Antonio Luongo           |                       | 1'15"1               |
| 1989  | Hi Lass Lauxmont     |                      | Speedy Scot          | Vittorio Guzzinati       |                       | 1'15"5               |
| 1988  | Jef's Spice          |                      | Super Bowl           | Marcello Mazzarini       |                       | 1'14"9               |
| 1987  | Grades Singing       |                      | Texas                | Olle Goop                |                       | 1'14"1               |
| 1986  | Pay Nibs             |                      | Quick Pay            | Bengt Holm               |                       | 1'16"3               |
| 1985  | Classy Rogue         |                      | Nevele Pride         | Alessandro Macchi        |                       | 1'15"8               |
| 1984  | Micron Hanover       |                      | Super Bowl           | Eduardo Gubellini        |                       | 1'16"1               |
| 1983  | Micado C             |                      | Garry Håleryd        | H. Johansson             |                       | 1'16"1               |
| 1982  | Ghendero             |                      | Sharif di Iesolo     | Anselmo Fontanesi        |                       | 1'17"3               |